# ابوبکر
عبدالله بن أبی قحافة عثمان بن عامر تیمی قریشی (ح. ۵۷۳ – ۲۳ اوت ۶۳۴) که با کنیه‌اش ابوبکر شناخته‌شده‌تر است، صحابی ارشد، دوست نزدیک و پدرزن محمد بود. او نخستین خلیفه در خلافت راشدین بود و از سال ۶۳۲ تا زمان مرگش در سال ۶۳۴ حکومت کرد. ابوبکر از سوی محمد لقب افتخاری «الصدیق» (به معنای راستگو) را دریافت کرد؛ لقبی که هنوز هم اهل سنت از آن برای یاد کردن او استفاده می‌کنند.
ابوبکر یکی از نخستین کسانی بود که به اسلام گرویدند و ثروت خود را به‌طور گسترده در حمایت از اهداف محمد بخشید. او از نزدیکترین یاران محمد بود. در هجرت محمد به مدینه او را همراهی کرد و در تعدادی از درگیری‌های نظامی او مانند جنگ‌های بدر و احد حضور داشت. پس از مرگ محمد در سال ۱۱ هجری‌قمری، ابوبکر به عنوان نخستین خلیفه راشدین جانشین رهبری جامعه مسلمانان شد. در طول خلافت خود، او بر تعدادی از قیام‌ها، که مجموعاً به عنوان جنگ‌های ردا شناخته می‌شود، غلبه کرد، در نتیجه او توانست حکومت دولت مسلمان را بر سراسر شبه جزیره عربستان تحکیم و گسترش دهد. او همچنین فرماندهی تهاجمات اولیه به امپراتوری‌های همسایه ساسانی و بیزانس را برعهده داشت که در سال‌های پس از مرگ او سرانجام به فتوحات مسلمانان در ایران و شام منجر شد. ابوبکر پس از ۲ سال و ۲ ماه و ۱۴ روز خلافت بر اثر بیماری درگذشت.
گرچه دوران خلافت ابوبکر کوتاه بود، اما شامل حملات موفقی به دو امپراتوری بزرگ آن زمان — شاهنشاهی ساسانی و امپراتوری بیزانس — می‌شد. او مسیری تاریخی را آغاز کرد که طی چند دهه، به تأسیس یکی از بزرگ‌ترین امپراتوری‌های تاریخ انجامید. پیروزی قاطع او بر نیروهای شورشی عرب محلی، فصلی مهم در تاریخ اسلام به‌شمار می‌رود. اهل سنت، ابوبکر را نخستین خلیفه راشدین و برترین فرد پس از پیامبران و رسولان می‌دانند. در مقابل، شیعیان او را غاصب خلافت و دشمن اهل بیت می‌شمارد.

## پیش از اسلام
اطلاعات زیادی در مورد ابوبکر پیش از گرویدنش به اسلام در دسترس نیست. جز اینکه وی تاجری بود با سرمایه ۴۰۰۰۰ درهم که نشان می‌دهد تجارت چندان بزرگی نداشته است و در منابع چیزی در مورد رفتنش به شام یا جای دیگر برای داد و ستد نیامده است. اما وی در نسب‌شناسی اعراب متبحر بود.

## دوران محمد
ابوبکر احتمالاً پیش از پیامبری محمد و گرویدن به اسلام از دوستان محمد بوده است. برخی منابع مانند طبری و ابن سعد وی را نخستین مرد مسلمان پس از محمد می‌نامند. ویلیام مونتگومری وات در دانشنامه اسلام بر این باور است که این که ابوبکر نخستین مسلمان بوده، ظاهراً تأثیر گرفته از جایگاه برترش در بین مسلمانان بوده، چون همین ادعا برای علی و زید بن حارثه نیز وجود دارد. مونتومگری وات همچنین معتقد است که این که ابوبکر باعث مسلمان شدن عثمان بن عفان، زبیر، عبدالرحمن بن عوف، سعد بن ابی وقاص و طلحه بن عبیدالله بوده مورد تردید است به این علت که این پنج تن و علی همگی جزو شورایی بودند که عمر برای تعیین خلیفه بعدی معین کرد. اما آنچه که مشخص است این است که ابوبکر از سالیان پیش از هجرت، برترین جایگاه را پس از محمد در بین مسلمانان آن دوران داشته است.
علی در خانه محمد بود و به همراه خدیجه همسر محمد نخستین کسانی هستند که به اسلام ایمان آوردند و شیعیان تأکید دارند که او نخستین مرد مسلمان بود. اما به دلیل سن کم علی در هنگام ظهور اسلام برخی منابع از ابوبکر به عنوان نخستین مرد بالغی که دعوت محمد را پذیرفت و مسلمان شد نام می‌برند.
ابوبکر وقتی که گروهی از مسلمانان به حبشه مهاجرت کردند، در مکه ماند. با وجود اینکه علت معروف مهاجرت به حبشه، شکنجه بت‌پرستان مکه بوده است، اما گفته می‌شود که گروهی که به حبشه مهاجرت کردند، به سیاست‌های گروهی از مسلمانان به سرکردگی ابوبکر اعتراض کرده بودند. چون احتمالاً طایفه ابوبکر (تیم) که جزو ائتلاف حلف‌الفضول قریش بوده، اقدام به تنبیه کسانی از قبیله‌شان که مسلمان شده بودند نمی‌کرده است. با این وجود این قبیله جرئت دفاع از افرادی از قبیله خود مانند ابوبکر که مسلمان شده بودند را نیز نداشته است. به خاطر اینکه وقتی ابوبکر به همراه طلحه که هم طایفه وی بود، توسط یکی از افراد قبیله اسد مکه، دستگیر شدند، قبیله تیم اقدامی انجام نداد. ابوبکر نیز حتی به فکر آن افتاد که به حبشه مهاجرت کند، اما ابن دغنه (بزرگ یکی از قبایل چادرنشین که هم پیمان قریش بودند) ضمانت وی را نزد بت پرستان مکه نمود و در مکه ماند. ابوبکر اقدام به خریدن و آزاد کردن بردگانی مانند عامر بن فهیره و بلال می‌نمود که اسلام خود را آشکار می‌کردند و تحت شکنجه‌های سختی از بت پرستان قرار می‌گرفتند. این اقدام را می‌توان نشانهٔ خدمت ابوبکر به نهضت اسلام به حساب آورد. این خرید و فروشها به همراه فشارهای اقتصادی از سوی تاجران مکه، باعث شد که دارایی ابوبکر در هنگام هجرت، به ۵۰۰۰ درهم تنزل پیدا کند.
در واقعه توطئه قتل محمد در مکه که به هجرت محمد مشهور شد، به همراه محمد از شهر مکه به یثرب مهاجرت کرد، که در سال ۶۲۲ میلادی یا ۱ هجری‌قمری صورت گرفت. این هجرت مبدأ تاریخ مسلمانان شد.
محمد، ابوبکر را به عنوان همراهش در مهاجرت به مدینه برگزید که در آیه ۴۰ سوره توبه به این موضوع اشاره شده است. خانواده ابوبکر که احتمالاً شامل ام رومان، عایشه، اسماء و شاید عبدالله بعد از ابوبکر به مدینه آمدند. ابی قحافه پدر ابوبکر در مکه ماند و پسر ابوبکر عبدالرحمن حتی در جنگ‌های بدر و احد در لشکر بت پرستان با مسلمانان جنگید. اما مدتی پیش از فتح مکه مسلمان شد. ابوبکر در مدینه، در محله سنح برای خود خانه‌ای یافت. با ازدواج عایشه با محمد، جایگاه ابوبکر در میان مسلمانان بالاتر رفت. ابوبکر در تمامی غزوات محمد حضور داشت. او سمت فرماندهی نداشت اما آماده بود تا به محمد مشاوره و اطلاعات بدهد. در روایات به حضور قاطع وی و شهامت وی در موقعیتهای سخت اشاره شده است. به نظر می‌رسد که هماهنگی زیادی بین محمد و وی وجود داشته است. وقتی عمر که هیچگاه از ابوبکر جدا نمی‌شد و دیگر صحابه از محمد در مورد تصمیمش در مورد پذیرش معاهدهٔ صلح نامه حدیبیه و پایان دادن محاصره طائف سؤال کردند، ابوبکر حمایت شدید خود را از این موضوع نشان داد. ابوبکر به نظر می‌رسد که او از کسانی باشد که هدف از لشکرکشی برای فتح مکه در ۸ هجری یا ۶۳۰ میلادی را درک می‌کرده است. با این وجود، ابوبکر منصب فرمانده جنگی مهمی نداشته است. جز اینکه فرمانده گروهی مشتق شده از لشکری بزرگ در سال ۶ هجری یا ۶۲۷ میلادی و فرماندهی لشکری کوچک که به جنگ قبیله حوازین در ۷ هجری یا ۶۲۸ میلادی رفته بودند انتخاب شد و در سال ۸ هجری یا ۶۲۹ میلادی نیز به همراه عمر تحت امر ابوعبیده بن جراح به منظور هموار کردن موانع سیاسی و دیپلماتیکی انتخاب شد. دلایلی چون سالاری حج وی در ۹ هجری و امام جماعت شدن وی در هنگام بیماری محمد، در انتخابش به عنوان خلیفه نقش داشته است.

## خلافت و اختلافات سقیفه

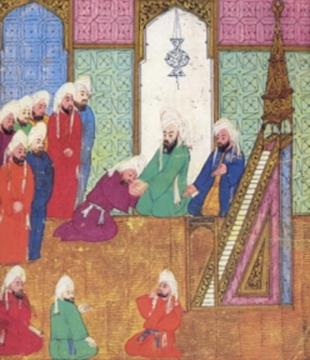
نقاشی از ابوبکر

دوران خلافت ابوبکر بین ۱۳–۱۱ هجری/۴–۶۳۲ میلادی بود. روزی که محمد درگذشت (۱۳ ربیع‌الاول ۱۱ هجری/۸ ژوئن ۶۳۲ میلادی) روز حساسی برای امت نوپای اسلام بود. انصار می‌خواستند که خلیفه از میان آنان باشد، اما عمر و بعضی دیگر از مهاجرین، انصار را وادار به پذیرش ابوبکر نمودند. ابوبکر عنوان خلیفة رسول‌الله گرفت و برایش عمارت خلافتی در مرکز مدینه تأسیس شد.
بعد از درگذشت محمد در تاریخ دوشنبه ۲۸ صفر، یازدهم هجری قمری تعدادی از مهاجرین در سقیفه بنی ساعده جمع شده بودند. زبیر، علی بن ابیطالب و یاران او در خانه فاطمه جمع بودند. علی در آن هنگام مشغول انجام مراسم کفن و دفن محمد بود. عده‌ای از مهاجرین از جمله ابابکر و عمر که از این اجتماع در سقیفه مطلع گشتند، خود را به آنجا رساندند. در اجتماع سقیفه مهاجرین، سعد بن عباده از صحابه بزرگ پیامبر و رئیس عشیره بنی‌ساعده و خزرجیان در حالتی مریض در وسط جمعیت بود و تمام خزرجیان نیز جمع بودند.
بحث در سقیفه بالا گرفت و ابتدا هر گروه فضیلتی از خویش بیان می‌کرد و خود را از گروه دیگر به امر خلافت محق‌تر می‌دانست. یکی از انصار از فضایل انصار گفت و ابوبکر در سخنرانی خود با قبول فضایل مهاجرین عنوان نمود که اعراب پس از فوت محمد تنها از فردی از قبیله خود پیامبر اطاعت خواهند نمود و انصار نمی‌توانند جامعه‌ای که محمد به وجود آورده‌اند را حفظ نماید. بعد از آن که این کار نتیجه نداد ابوبکر از هر دو گروه خواست تا از اختلاف دوری کنند و به عمر و ابوعبیده ابن الجراح اشاره کرد و از جمع خواست تا با یکی از آن دو بیعت کنند. در این لحظه عمر گفت که با وجود شخصی چون تو بر ما سزاوار نیست که خلیفهٔ مسلمین شویم.
سپس این هنگام حباب ابن منذر از انصار و از مجاهدین بدر پیشنهاد داد که دو امیر یکی از انصار و دیگری از مهاجرین انتخاب شوند. بعد از آنکه سر و صدا و هیجان گروه خوابید عمر از ابوبکر خواست که دستش را جلو بیاورد و با او بیعت نمود. بدنبال او سایر مهاجرین و انصار نیز با ابوبکر بیعت نمودند. سقیفه هنگامی کاملاً به نفع ابوبکر شد که بنی اسلمیان که شاخه‌ای از خزرجیان بودند در تعدادی زیاد به مدینه آمدند و با ابوبکر بیعت کردند. بنی اسلمیان عشیره‌ای بودند که عشق و وفاداری آن‌ها به محمد زبانزد بود و به خاطر همین توسط پیامبر به آن‌ها نیز عنوان مهاجرین اطلاق شد. بنی اسلم دشمنی دیرین با انصار داشتند. آن‌ها حتی با اشاره عمر به سعد بن عباده که با ابوبکر بیعت نکرده بود درگیر شدند.
در این حال اینکه اجتماع سقیفه در هنگامی تشکیل شد که علی مشغول کفن و دفن محمد بود و در این اجتماع حضور نداشت، همواره به عنوان یک پرسش در برابر چگونگی انتخاب ابوبکر بوده است. مسئلهٔ حق علی در خلافت پس از محمد منجر به شکاف اصلی میان مسلمانان و تقسیم آنان به دو گروه شیعه و سنی شد. محمد در بازگشت از حجةالوداع در غدیر خم جملهٔ «هر که من ولی او هستم، این علی ولی او است» را به زبان آورد؛ اما مقصود این عبارت مورد اختلاف شیعه و سنی قرار گرفت. شیعیان بر این اساس معتقد به نصب امامت و خلافت در خصوص علی شدند و اهل سنت آن را به معنای دوستی و محبت علی تفسیر می‌کنند.
فاطمه دختر محمد به همراه گروهی از اصحاب خاص محمد، همچون سلمان، ابوذر، مقداد، عمار، ابن مسعود، سهل بن حنیف و … از معتقدان به نصب و خلافت علی بودند. علی بن ابی‌طالب در ابتدا از بیعت با ابوبکر سرباز زد؛ ولی سرانجام پس از شش ماه با اکراه با ابوبکر بیعت کرد. علی در دوران خلافت سه خلیفهٔ اول در جنگ‌ها شرکت نکرد و جز در مورد انتخاب خلیفهٔ سوم فعالیت سیاسی نداشت. البته هر گاه خلفای سه‌گانه می‌خواستند، در امور دینی، قضایی، و سیاسی به آن‌ها مشورت می‌داد.
سالهای کوتاه خلافت ابوبکر عمدتاً به جنگ‌های رده (جنگهایی که با افرادی که از دین اسلام برگشته بودند) گذشت. ماهیت و انگیزه این ترک دین از سوی منابع و تاریخ‌نگاران عرب، تنها جنبه دینی اعلام داشته است. اما محققان اروپایی اخیر مانند ولهاوزن و کائتانی انگیزه این جنبشها و مخالفتها را بیشتر دلایل سیاسی می‌دانند. شهر مدینه مرکز اجتماعی و سیاسی اسلام بود که دین جزو اجتناب‌ناپذیر این سیستم محسوب می‌شد؛ بنابراین هرگونه مخالفت با این سیستم، وجههٔ دینی به خود می‌گرفت. این شورشها به ۶ بخش تقسیم می‌شد. ۴ تای آن‌ها حول اشخاصی بود که خود را پیامبر معرفی می‌نمودند. اسود انسی در یمن، مسیلمه در میان قبیله حنیفه در یمامه، طلیحه در میان قبایل اسد و قطفان و سجاح در میان قبیله تمیم. به وجود آمدن هر یک از این چهار جنبش به گونه‌ای منحصربه‌فرد بود. دلایل این شورش‌ها را می‌توان از سر باززدن از پرداخت مالیات تا اطاعت نکردن از عاملانی که از مدینه برای آنان فرستاده می‌شد، نام برد. در یمن، برگشتن از اسلام از قبل از مرگ محمد شروع شده بود. وقتی ابوبکر به خلافت رسید، اسود که امیر یمن بود، جای خود را به قیس بن (حبیره بن عبد یغوث) مکشوه داد. در مناطق دیگر، در زمان محمد شورشهایی خفیف بر ضد دولت مرکزی مدینه وجود داشت، اما بعد از مرگ محمد، شورشها جدی تر شدند. در زمانی که لشکر اصلی اسلام به فرماندهی اسامه بن زید به شام رفته بودند، قبایل مجاور مدینه سعی کردند حمله‌ای غافلگیرانه به مدینه کنند، اما به زودی در ذوالقصه شکست خوردند. پس از بازگشت لشکر اسامه، لشکری بزرگ به فرماندهی خالد بن ولید به مقابله قبایلی که شورش کرده بودند رفت. ابتدا سپاهیان طلیحه را در منطقه بزاخه شکست دادند و دوباره این منطقه تحت فرمان اسلام قرار گرفت. مدتی کوتاه پس از آن، قبیله تمیم دست از حمایت سجاح برداشتند و تسلیم ابوبکر شدند. مهم‌ترین جنگ رده، جنگ یمامه در منطقه عقربا بود که در ربیع‌الاول ۱۲ هجری/مه ۶۳۳ رخ داد. به خاطر تلفات بسیار زیادی که از هر دو سپاه رخ داد، این جنگ به بوستان کشتگان معروف گردید و مسیلمه که بزرگ‌ترین دشمن مسلمانان در آن برهه به‌شمار می‌رفت کشته شد و دوباره شبه جزیره عربستان تحت کنترل دولت مرکزی قرار گرفت. افراد مطیع و قابل اطمینان به حکومت یمن و عمان (به همراه استان مهره) گماشته شدند و خالد پس از خوابانیدن شورشهای یمن عازم عراق گردید. جنگ‌های رده در یمن و حضرموت نیز توسط مهاجر بن ابی امیه خوابانیده شد. ابوبکر، سران شورشهای رده که اسیر شده بودند را بخشید و بسیاری از آنان جزو حامیان فعال نهضت اسلام گردیدند. منابع اولیه حاکی از آنند که جنگ‌های رده تا پایان سال ۱۱ هجری/ مارس ۶۳۳ میلادی فرونشانده شد. اما کائتانی معتقد است که این جنگ‌ها باید زمان برتر از این حرفها بوده باشد و تا سال ۱۳ هجری/۶۳۴ میلادی ادامه داشته است.
ویلیام مونتومگری وات می‌نویسد حجم لشکرکشی‌های محمد به شام نشان می‌دهد که وی بر این فکر بود که پس از برقرار کردن صلح بین قبایل عرب، به ضرورت گسترش قلمرو اسلام می‌اندیشیده است. ابوبکر که به خوبی این دیدگاه استراتژیکی را درک می‌کرد، پس از خلافت با وجود اینکه تهدیدهای متعددی از سوی اعراب، حکومت اسلامی را تهدید می‌کرد، ایده محمد مبنی بر لشکرکشی به شام را ادامه داد و سپاهی به فرماندهی اسامه به آنجا روانه کرد. پس از آنکه شورش مسیلمه که ادعای پیامبری کرده بود را خوابانید، بلافاصله سپاهی به فرماندهی خالد بن ولید به عراق فرستاد. ابوبکر زمینه‌ساز فتوحات بعدی اسلام گردید. ترتیب تاریخی روایات در منابع اولیه، توسط محققان اروپایی مورد نقد قرار گرفته است. در هنگام مرگ ابوبکر نیز، روند فتوحات ادامه داشت. سپاه خالد بن ولید به سپاه قبیله بکر بن وائل به فرماندهی مثنی بن حارثه پیوستند و فتح عراق را ادامه دادند و حتی تا منطقه حیره نیز پیش روی کردند که قرار به پرداخت جزیه‌ای از سوی مردم آنجا به مبلغ ۶۰۰۰۰ درهم شد. مثنی در حیره ماند اما خالد بن ولید سپاهی زبده را به سمت شام برد و به سه لشکر به فرماندهی یزید بن ابوسفیان، شرحبیل بن حسنه و عمرو عاص پیوست و توانستند فلسطین را فتح کنند اما وقتی که با سپاه قوی بیزانتین مواجه شدند، مجبور به عقب‌نشینی گردیدند. اما سرانجام موفق شدند که بیزانتین را در اجنادین بین اورشلیم و غزه (احتمالاً از کلمه الجنابتین آمده است) در پایان ماه جمادی‌الاول (ژوئیه ۶۳۴ میلادی) شکست دهند؛ بنابراین زمینه‌سازی فتح ایران در زمان ابوبکر شکل گرفت، اما ابوبکر بیشتر روی فتح سوریه تأکید داشت. البته مشخص نیست دقیقاً چه زمانی ابوبکر تصمیم گرفت که این سرزمین‌ها را فتح کند.

## درگذشت
ابوبکر روز ۲۲ جمادی‌الثانی ۱۳ هجری/۲۳ اوت ۶۳۴ میلادی در سن ۶۰–۶۳ سالگی درگذشت و در پهلوی راست محمد در منزل عایشه به خاک سپرده شد. او بین نماز مغرب و عشاء درگذشت و عمر بر وی نماز خواند. ابوبکر گفت: «خدایا، مرا مسلمان بمیران» و پس از آن جان سپرد. او تنها خلیفه راشدین است که به مرگ طبیعی درگذشت.

## همسران و فرزندان
ابوبکر در طول زندگی اش ۴ زن اختیار کرد. فتیله بنت عبدالعزی از قبیله‌ای در مکه به نام عامر که عبدالله و اسماء (همسر زیبر) را به دنیا آورد. ام رومان بنت عامر از قبیله کنانه که دو فرزند عبدالرحمن (پیشتر عبدالکعبه یا عبدالعزی) و عایشه (همسر پیامبر) را به دنیا آورد. یکی دیگر از زنان ابوبکر، اسما بنت عمیس از قبیله خثعم بود که محمد را به دنیا آورد. حبیبه بنت خارجه از قبیله‌ای در مدینه به نام حارث بن خزرج که‌ام کلثوم را پس از مرگ ابوبکر به دنیا آورد. دو ازدواج آخر ابوبکر در واپسین سالهای عمر ابوبکر صورت گرفته و بدون شک جنبه سیاسی داشته است. اسما بنت عمیس بیوه جعفر بن ابی‌طالب بود که در سال ۸ هجری/۶۲۹ میلادی کشته شده بود. دو ازدواج اول ابوبکر احتمالاً هم‌زمان بوده‌اند؛ چرا که با اینکه عبدالرحمن پسر بزرگ ابوبکر بود، تنها ام رومان با ابوبکر به مدینه آمد.